# 圣多马基督徒
圣多马基督徒（Saint Thomas Christians）是印度喀拉拉邦馬拉亞利人的叙利亚基督教宗教民族群体,是基督教中最为古老的教派之一。现如今，圣多马基督徒已无统一的教会，但在印度仍十分兴盛，约有400万人。

## 历史
圣多马基督徒的历史可追溯至公元1世纪使徒多马。历史上，圣多玛基督徒与以波斯为中心的东方亚述教会存在关系，他们在8世纪时成为一个主教区，由一位主教与会吏长负责管理。圣多马基督徒分为南北两派，北派更为古老。南派则将基督教信仰与印度教文化结合，其社会地位与克拉拉的婆罗门和奈尔一致。其他基督徒难民则于7世纪至8世纪其为躲避阿拉伯和波斯地区伊斯兰教的迫害而迁徙至此。葡萄牙人到来以前，印度的圣多马基督徒在神学和教会方面维持了近一千年的统一。
1498年4月，圣多马基督徒曾为达伽马的小型舰队领航。后来圣多马基督徒也曾帮助耶稣会方济·沙勿略传教，并加入罗马天主教。1561年后，圣多马基督徒被果阿宗教裁判所定为异端，教徒受到破坏，许多人被处决。1653年，发生反天主教反叛，在葡萄牙人影响下，圣多马基督徒因而分裂并建立了马兰卡拉教派。从那时起发生了进一步的分裂，圣托马斯基督徒现在被分为东仪天主教会、东方正统教会、东方亚述教会等不同教派，每个都有自己的礼仪和传统。
17世纪，随着荷兰人的崛起，圣多马基督徒群体得以维持教会自治，葡萄牙人在果阿以外无法维持控制。此后，圣多马基督徒又受到英国人的影响。
圣多玛基督徒内有不同的族群，他们的文化主要来自印度文化，具有东叙利亚和西叙利亚的影响和欧洲元素，他们日常语言是马拉雅拉姆语，叙利亚语主要用于礼拜。
历史上圣多玛基督徒在当地被视为高种姓，一些当地的王国授予他们一些婆罗门才有的特权。同时他们也遵守印度教的种姓和污染规则，直到葡萄牙人在1599年废除这个做法。
由于识字率较高，圣多马基督徒在印度社会领导层十分常见。